# Canal du Nivernais
Le canal du Nivernais est un canal entre le bassin de la Loire et celui de l'Yonne, entre Saint-Léger-des-Vignes, dans le département de la Nièvre, et Auxerre, préfecture du département de l'Yonne.

## Caractéristiques
Voir la carte (source Bourgogne tourisme).
Dimensions des écluses
- 39 m × 5,20 m de l'écluse no 81 à l'écluse no 16 sur le versant Yonne et de l'écluse no 32 à l'écluse no 35 sur le versant Loire.
- 30 m × 5,20 m de l'écluse no 15 sur le versant Yonne à l'écluse de garde no 31 sur le versant Loire.
- 40 m × 5,20 m  pour l'écluse no 1 de Baye sur le versant Loire, après avoir été transformée et déplacée entre 1914 et 1924.

Autres caractéristiques
Le canal du Nivernais comporte deux ponts-aqueducs. Le premier enjambe l'Aron juste en amont de l'écluse de Mingot et l'autre, accolé à l'écluse de Roche entre Cercy-la-Tour et Decize, enjambe l'Andarge.
On peut y voir quatre écluses à double-sas. Ce sont celle d'Eugny à proximité de Corbigny et l'écluse de Tannay sur le versant Yonne ; l'écluse de Chavance et écluse de Mont-et-Marré sur le versant Loire ainsi qu'une écluse à triple sas à Chavance sur le versant Loire.
Sur la commune de La Collancelle, le canal traverse trois tunnels, le premier, celui de La Collancelle est d'une longueur de 758 mètres, le deuxième, celui de Mouas est de 268 mètres et le troisième, celui de Breuilles est de 212 mètres.

## Alimentation
L'alimentation est effectuée via la rigole d'Yonne qui achemine l'eau du lac de Pannecière jusqu'au bief de partage (point culminant du canal) délimité par les écluses de Baye et de Port Brûlé. Elle est aussi assurée par les étangs de Vaux et Baye.
À partir du bief de partage, l'eau s'écoule jusqu'à Châtillon-en-Bazois pour le versant Loire, ensuite c'est la rivière Aron qui apporte son eau jusqu'à Saint-Léger-des-Vignes.
Pour le versant Yonne, la rivière Yonne alimente en eau le canal du Nivernais à partir de La Chaise (commune de Corbigny) et la Cure se joint à elle via l'embranchement de Vermenton jusqu'à Auxerre. Entre Clamecy et Auxerre, le canal fait souvent lit commun avec l'Yonne (des « râcles »), ce qui contribue à alimenter naturellement le canal.

## Histoire
L'idée de départ était, à la suite du dur hiver de 1784, de faciliter le flottage du bois provenant de la région de Châtillon-en-Bazois vers Paris via Clamecy et les voies existantes depuis les pentes du Morvan, via un simple canal entre Châtillon-en-Bazois et la Colancelle. À la suite d'une inspection des académiciens Condorcet, Bossut et Rochon, il fut décidé en 1786 de ne pas se contenter d'un petit canal local, mais d'en faire un grand canal de jonction entre les bassins de la Loire et de l'Yonne (donc de la Seine). La Révolution interrompit les travaux qui ne reprirent péniblement que sous Napoléon 1er, puis pour de bon sous la Restauration. Le canal, dont les travaux furent dirigés par l'ingénieur Aimable Hageau, fut finalement ouvert en 1841. Il fut un important axe de communication reliant la Loire à la Seine via l'Yonne, qui contribua au développement économique des Vaux d’Yonne et de sa région jusqu’à l’arrivée du chemin de fer au XIXe siècle.
Du fait de son gabarit resté réduit de Sardy à Cercy-la-Tour (écluses de 31 m sur 5,20) qui interdit les automoteurs modernes au gabarit freycinet (39 m sur 5), il est aujourd’hui exclusivement réservé à la navigation de plaisance, et beaucoup de plaisanciers le considèrent comme étant l’un des plus beaux canaux d’Europe, dont l’attrait est renforcé par la présence de remarquables ouvrages d’art d'époque (voûtes, tranchées, écluses multiples, pont-levis).
Les travaux de construction du canal commencèrent en 1784 à La Collancelle. Là fut percée sous la supervision d'Aimable Hageau la plus grande voûte du site, mesurant 758 mètres de longueur, avec en amont les étangs de Vaux et de Baye, et en aval, l’échelle de seize écluses de Sardy-lès-Épiry.
Interrompus par la Révolution, les travaux seront finalement achevés de 1822 à 1824. Philippe Fougerolle, un maçon de la Creuse, y participa avant de fonder en 1844 l'entreprise Fougerolle (aujourd’hui intégrée au groupe Eiffage).

## Le canal aujourd’hui

### Équipement et fréquentation
Avec une fréquentation fluviale de 19 324 passages aux écluses en 2012, le canal du Nivernais reste le 2e plus fréquenté de France pour la plaisance, après le canal du Midi.
Une véloroute de 183,2 km longe le canal entre Auxerre dans l'Yonne et Saint-Léger-des-Vignes dans la Nièvre.

### Le canal «numérique»
Depuis 2012, le canal du Nivernais est un canal numérique, équipé de bornes et antennes connectées au Réseau Public Départemental Haut Débit de la Nièvre. Cette structure permet de proposer des services accessibles par des QR Code apposés sur les supports de communication ou chez les prestataires :
- accès à Internet en Wi-Fi ;
- site web consacré à « la Civilisation canal » ;
- application mobile disponible sur Google Play et Itunes.

6 bornes numériques situées à Cercy-la-Tour, Panneçot, Châtillon-en-Bazois, Bazolles, Chaumot, Clamecy.
10 bornes Wi-Fi situées à Saint-Léger-des-Vignes, Decize, Cercy-la-Tour, Panneçot, Châtillon-en-Bazois, Bazolles, La Collancelle, Chaumot, Flez-Cuzy, Clamecy.

### Manifestations autour du canal
- Le Flottage en fête sur le canal du Nivernais : de juillet à août le long du Canal, des expositions itinérantes sur le flottage du bois et la reconstitution d'un train de bois.
- La Fête du flottage : en juillet à Clamecy.
- La Descente Bidon : en août à Clamecy, défilé d'embarcations bricolées.

## Galerie

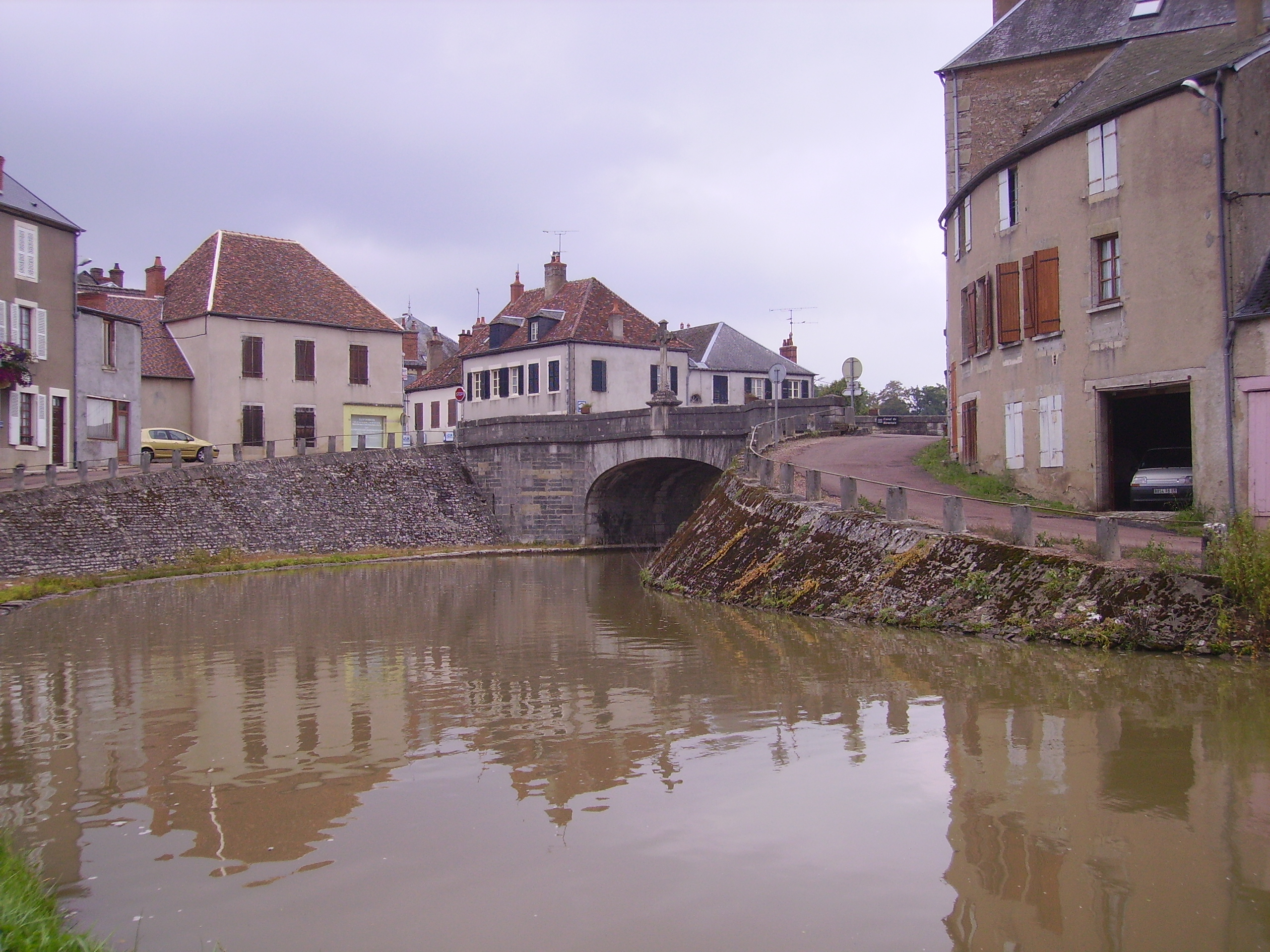
Le canal à Châtillon-en-Bazois.
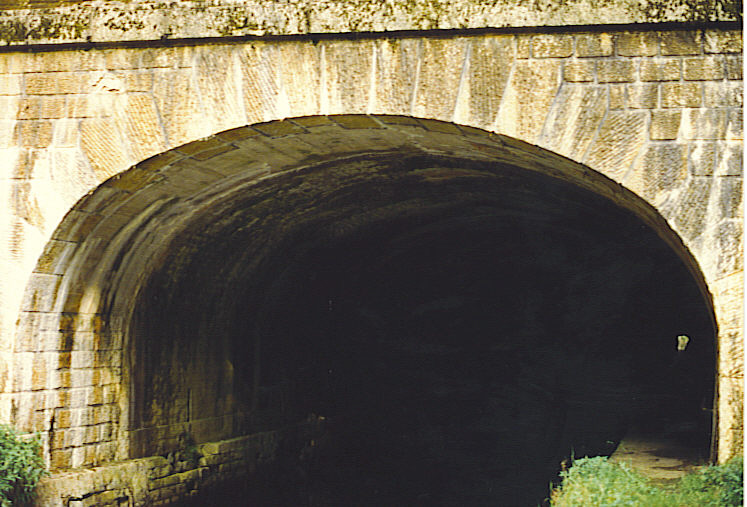
Entrée du tunnel de La Collancelle.
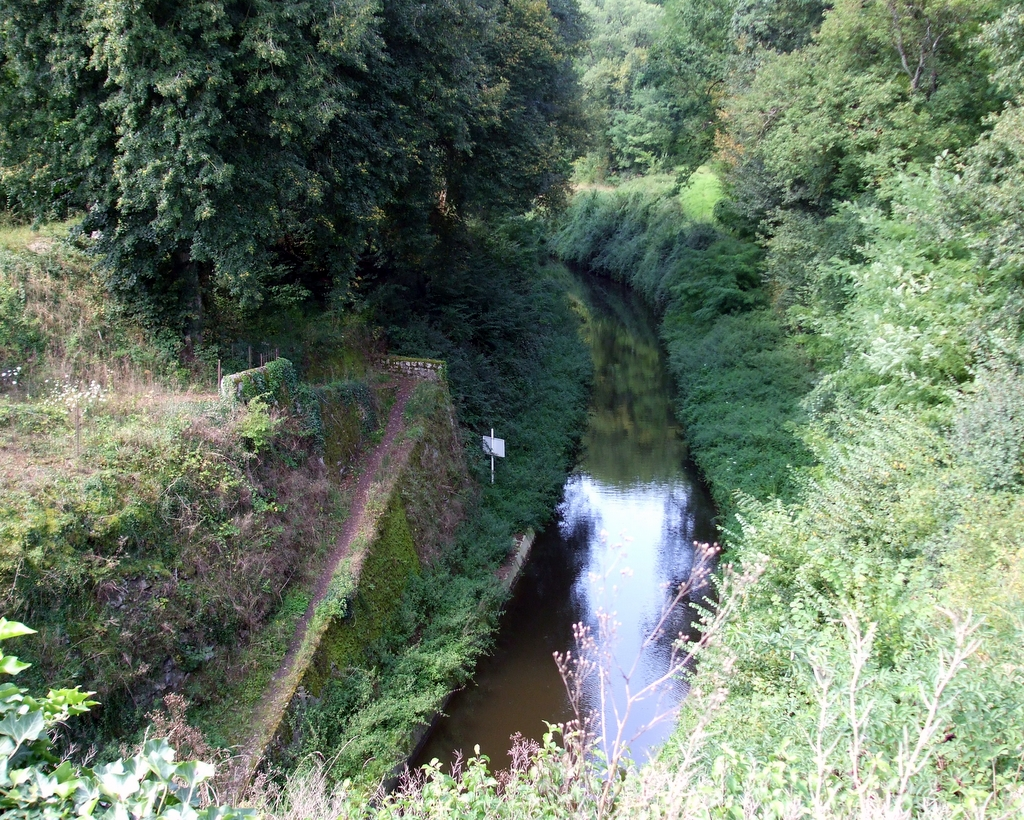
Le canal en tranchée à La Collancelle.
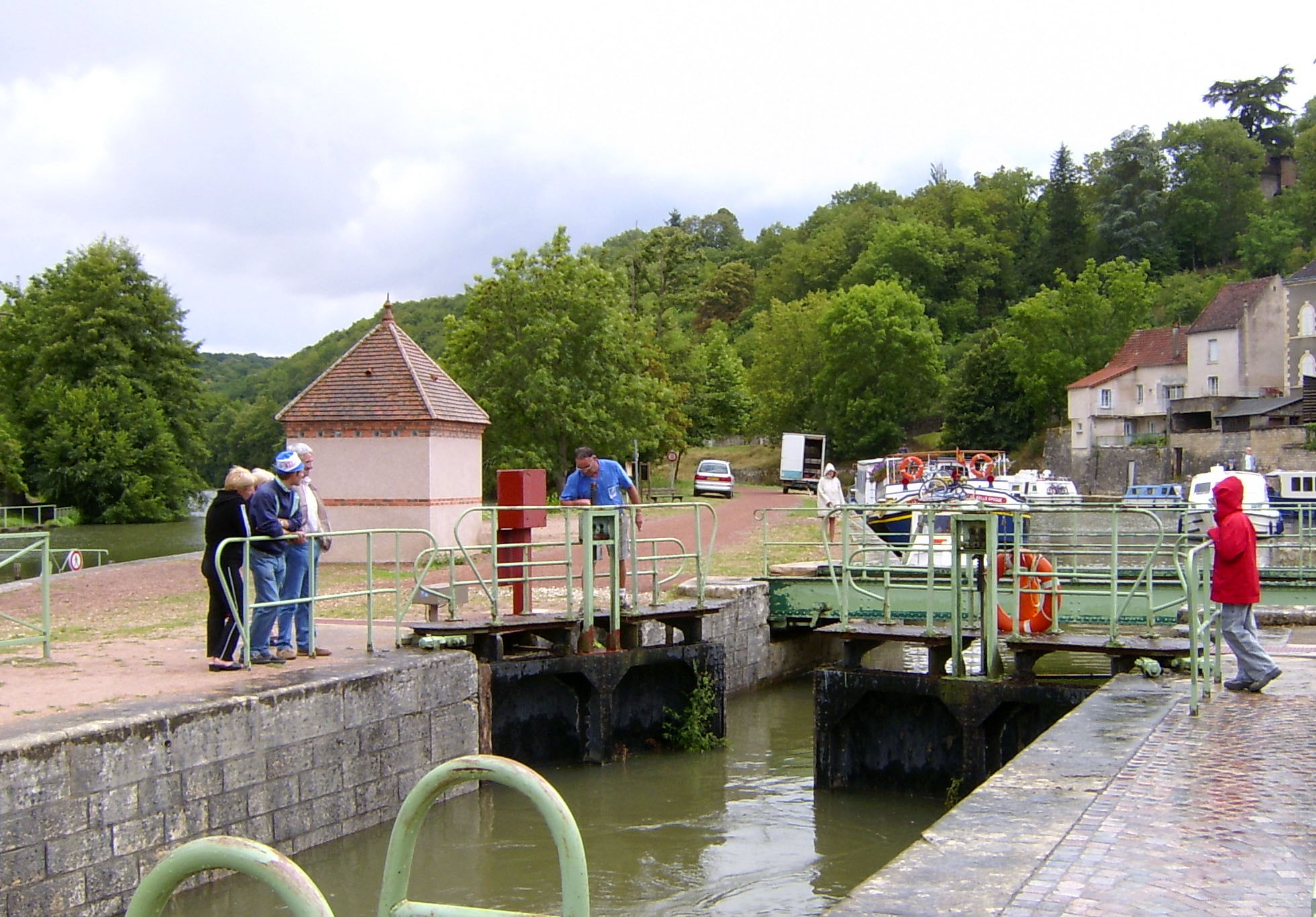
Une écluse à Clamecy.
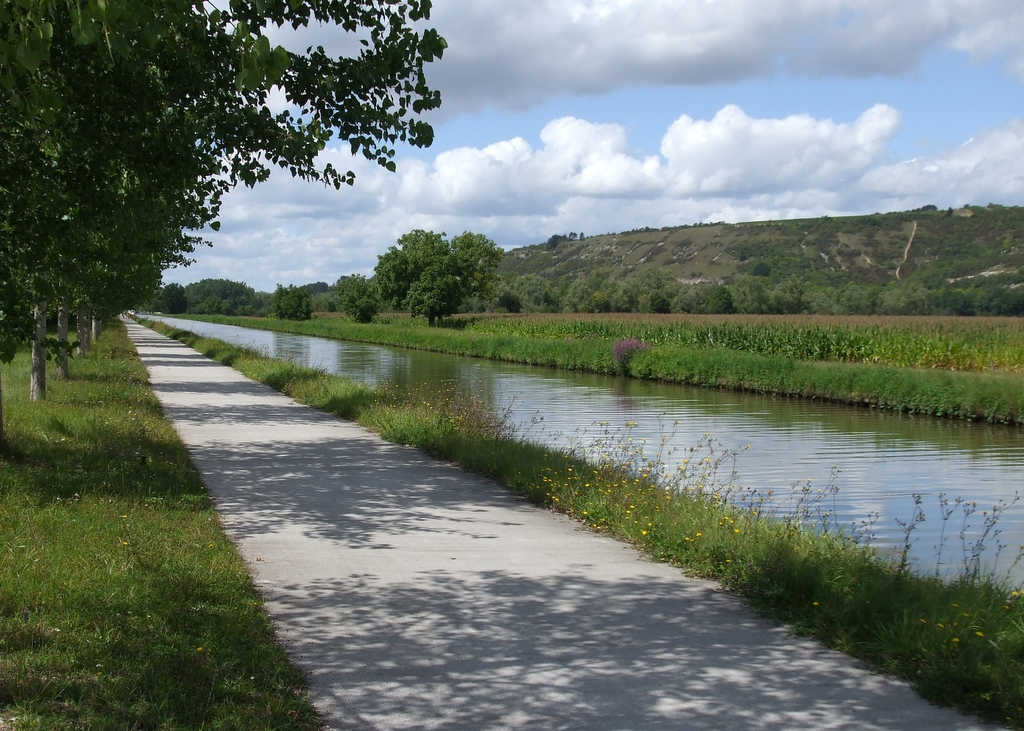
Le canal à proximité de Vincelottes.
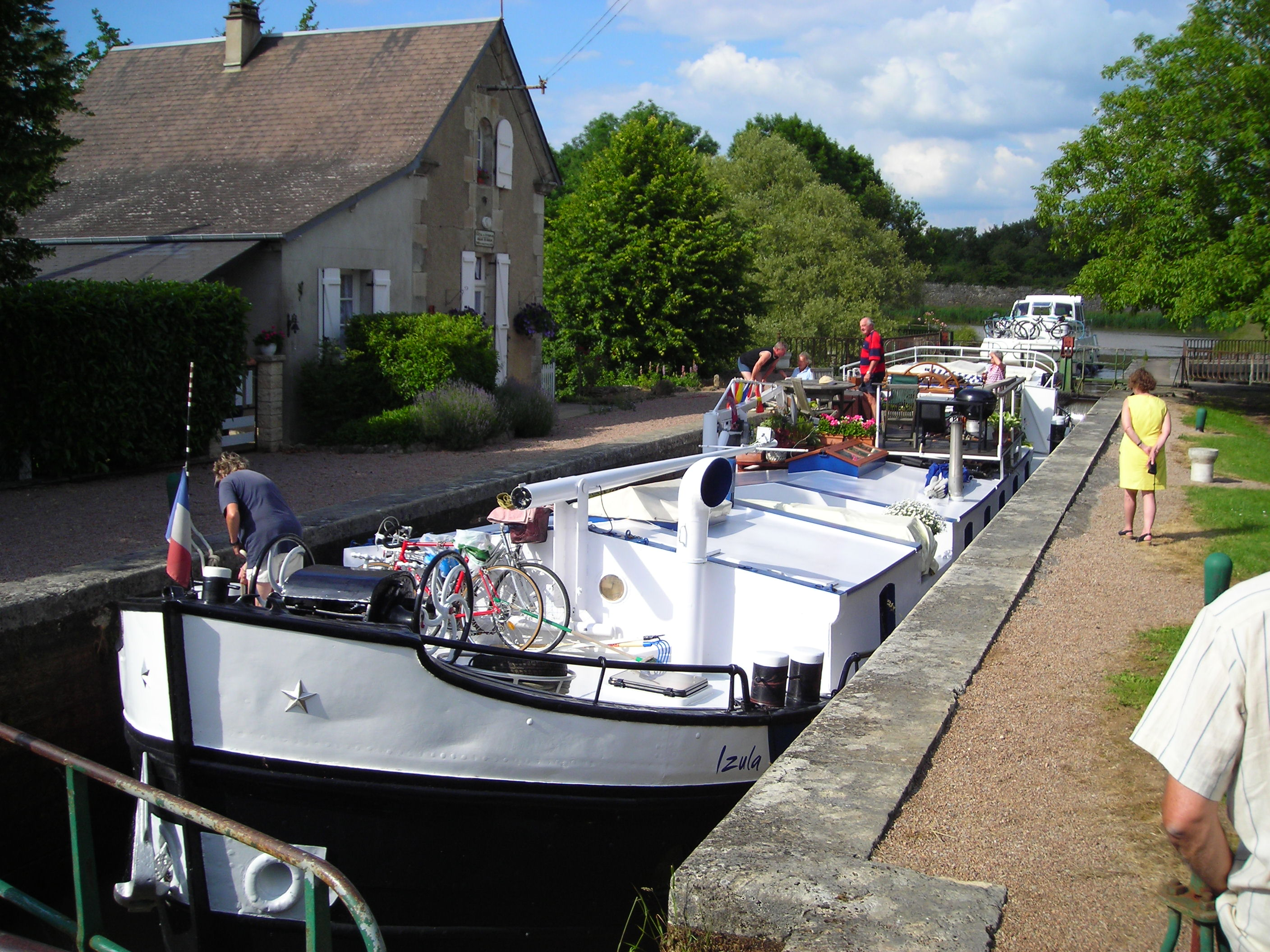
Écluse de Mingot, en amont de Châtillon-en-Bazois.
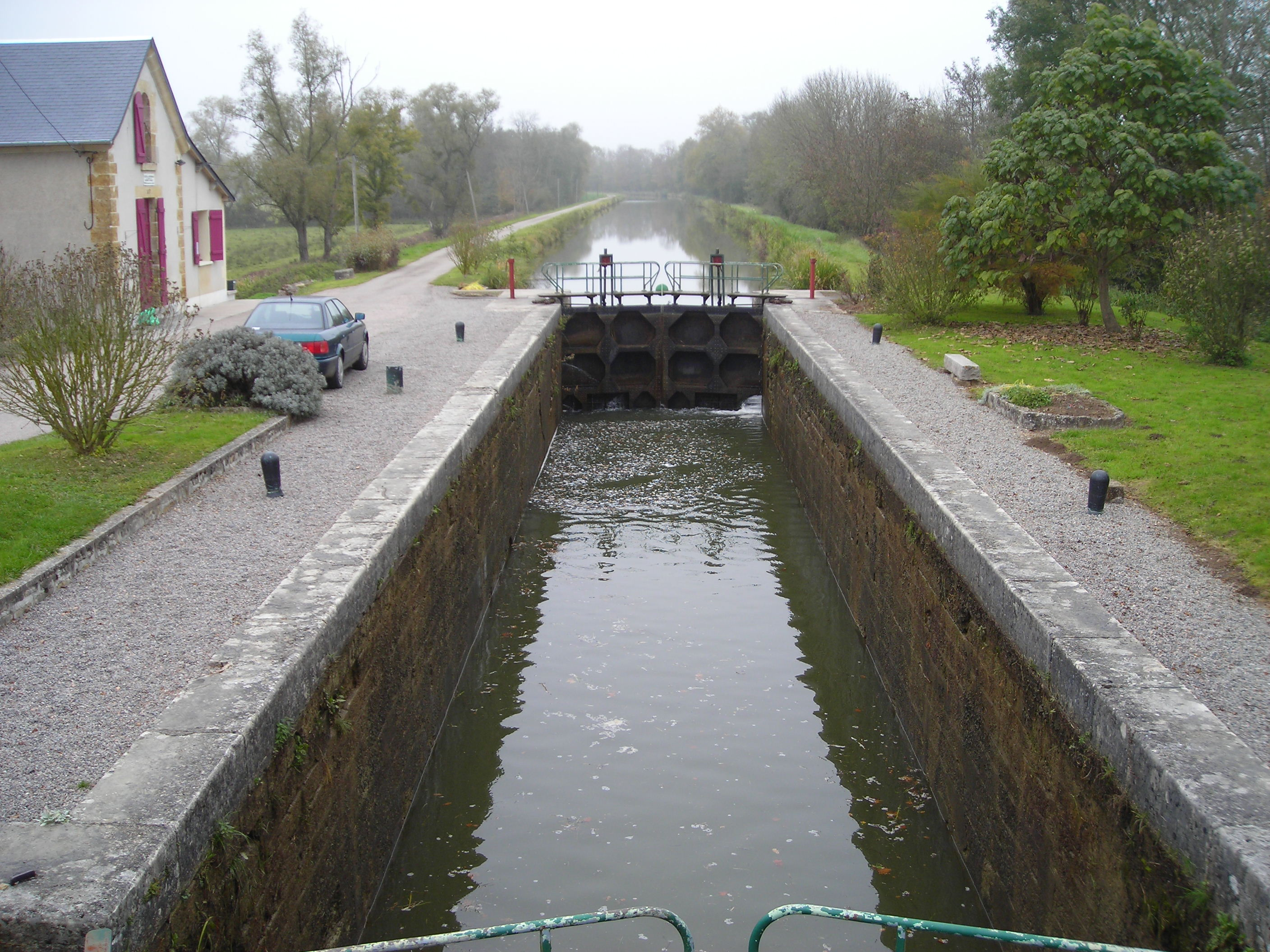
Écluse de Sauzay en aval de Panneçot.
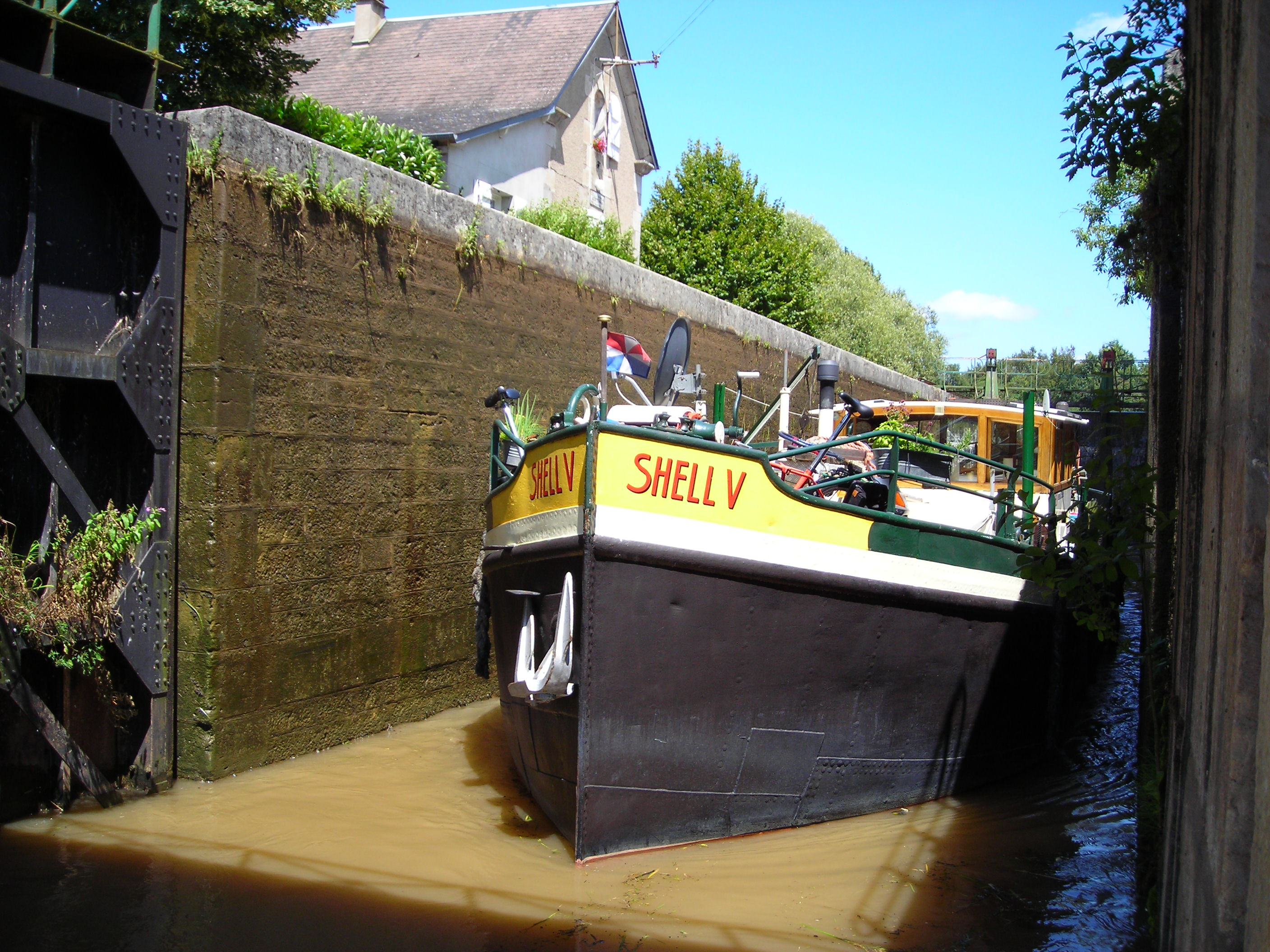
Écluse de Mingot (2).
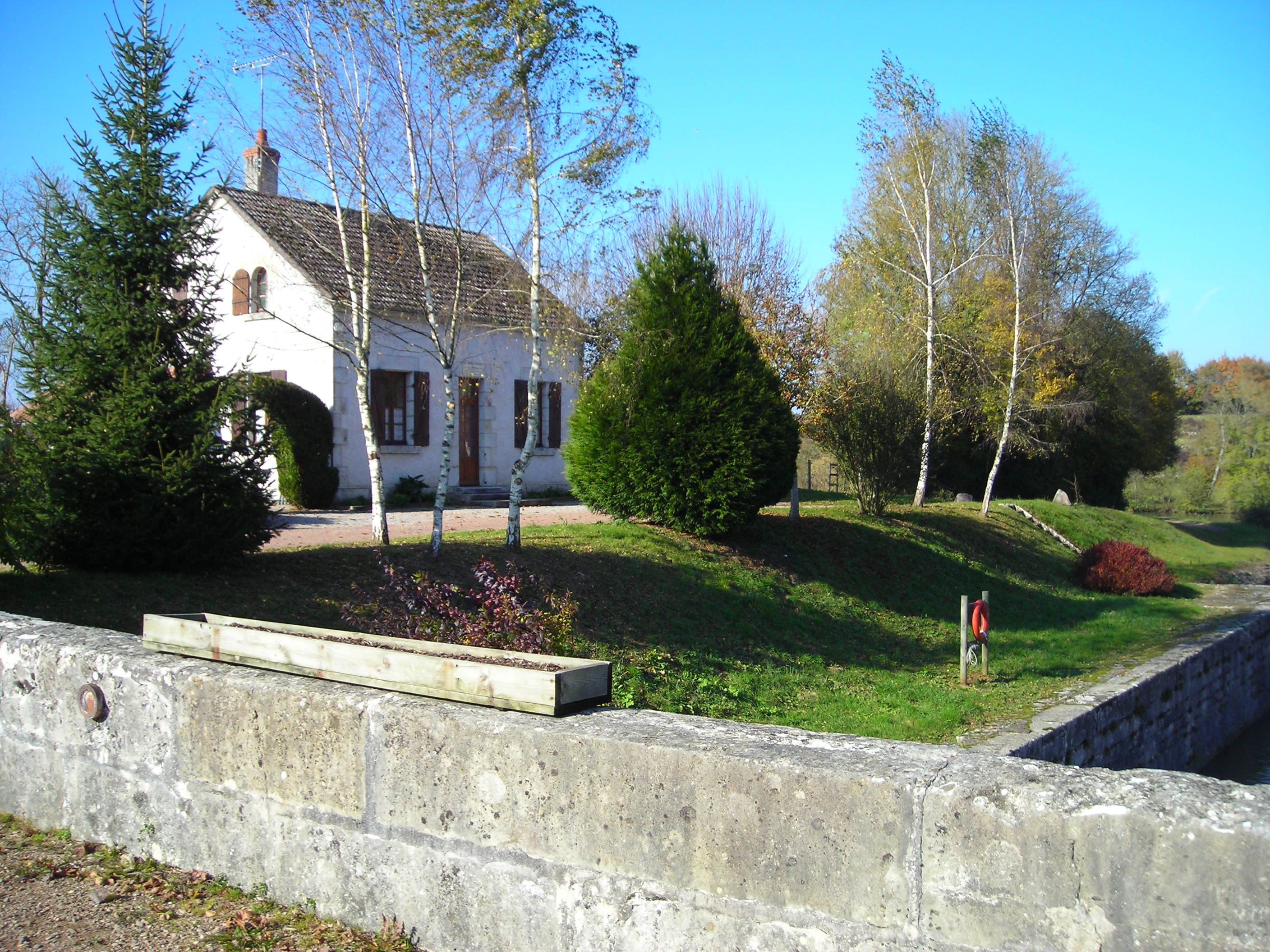
Écluse de garde de Coeuillon en aval de Châtillon-en-Bazois.
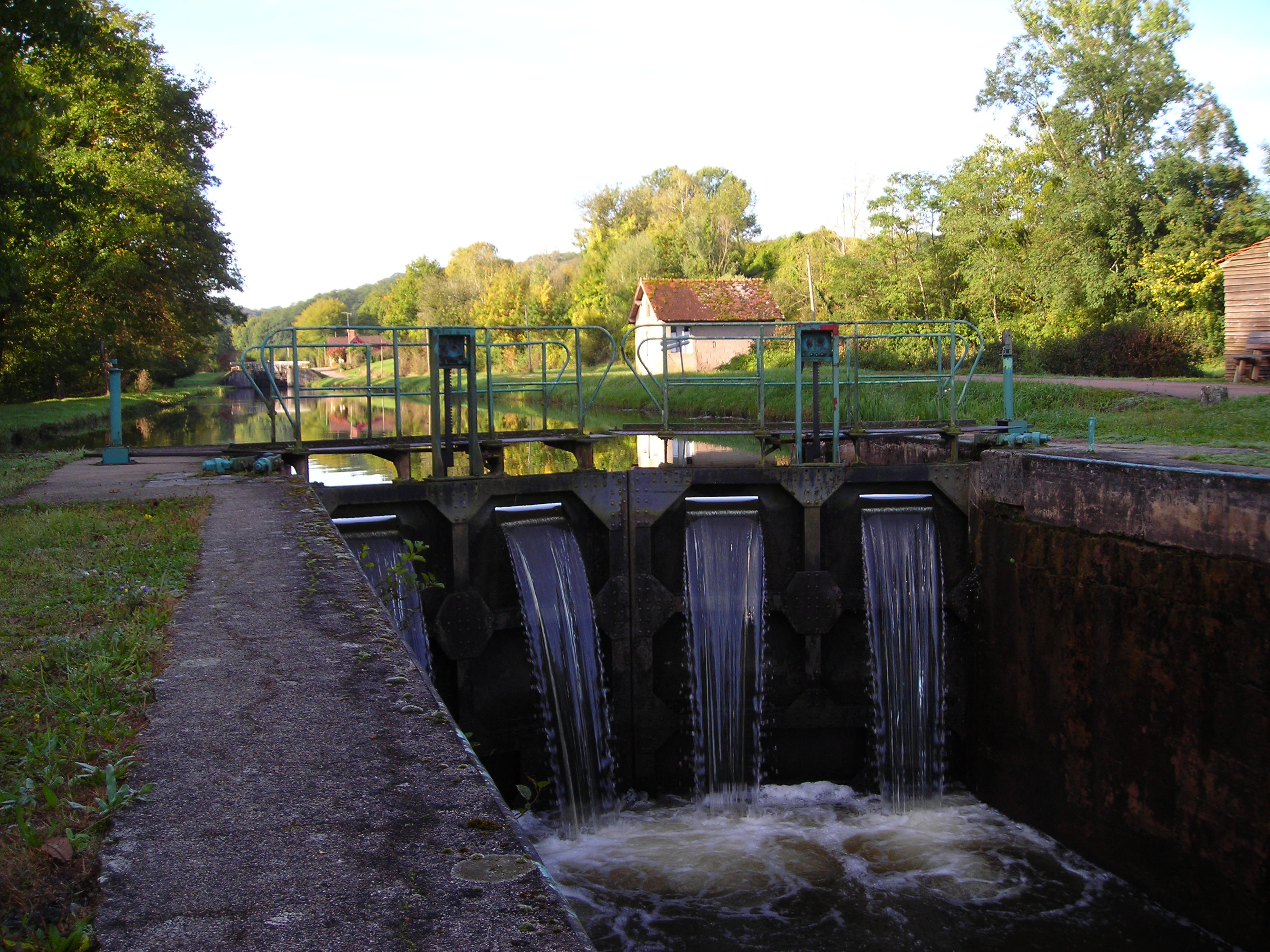
Écluse no 16 de Sardy-lès-Epiry sur le versant Seine.
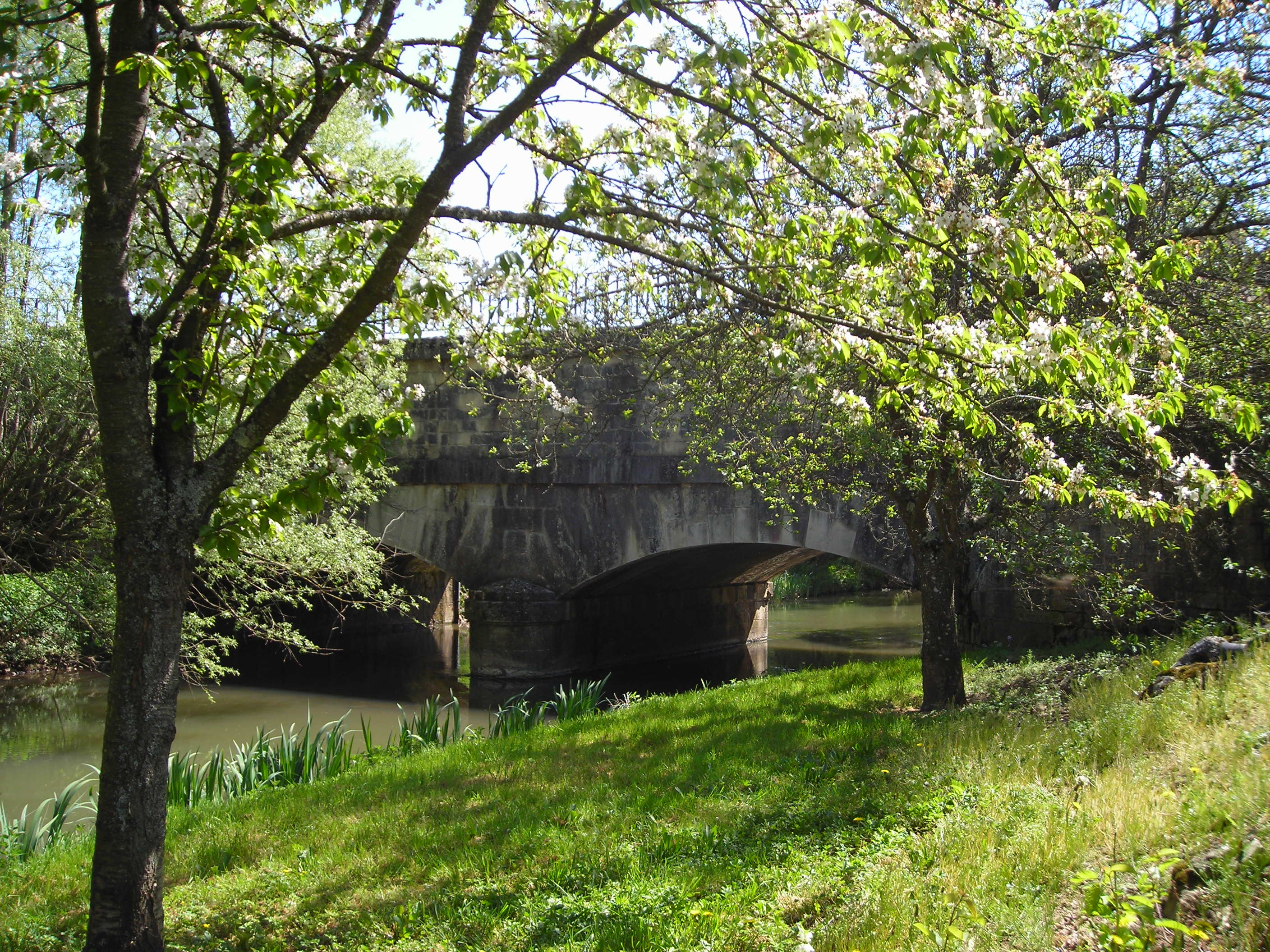
Pont-aqueduc de Mingot enjambant la rivière de l'Aron.
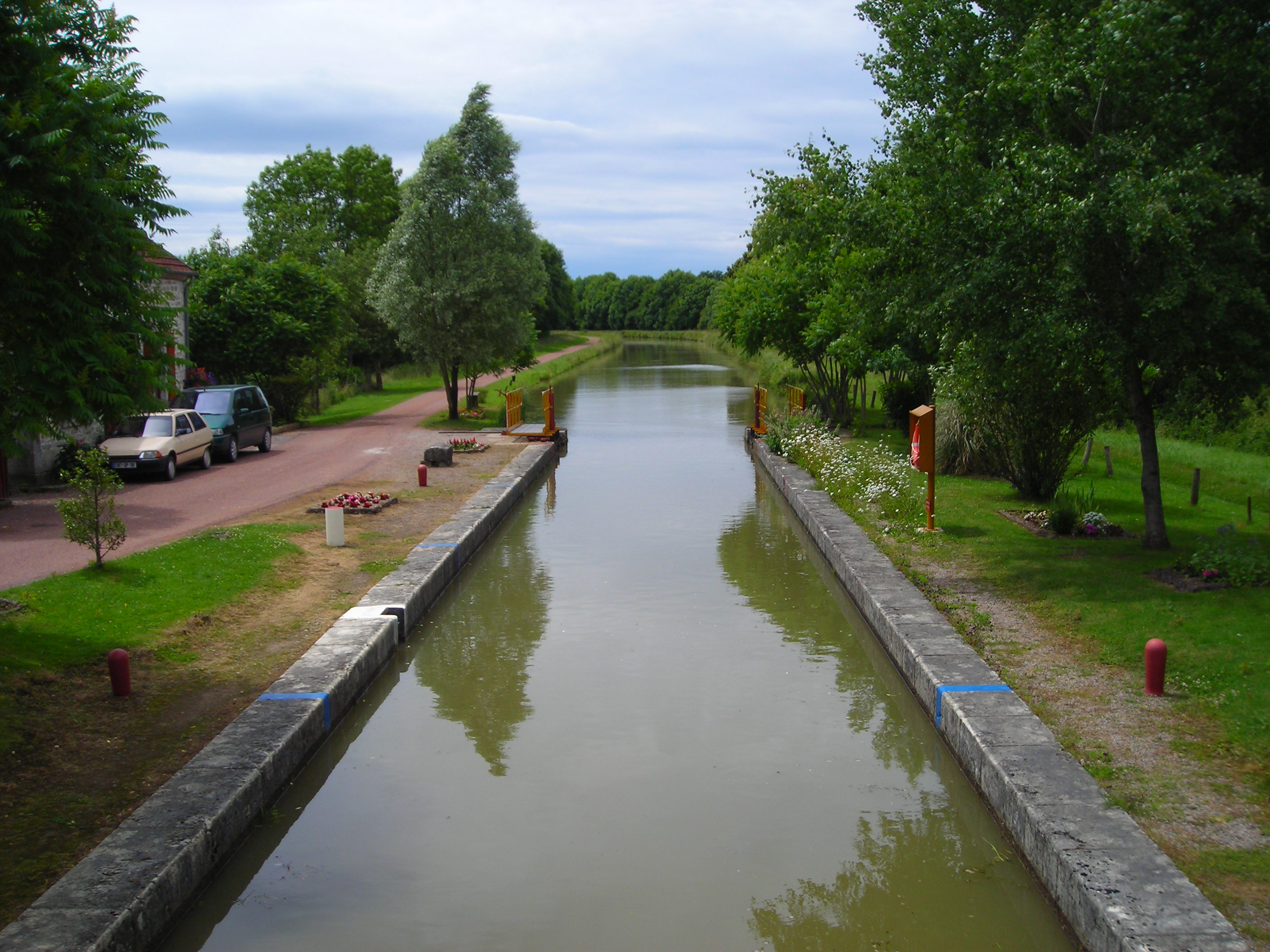
Écluse de Bernay sur le versant Loire.
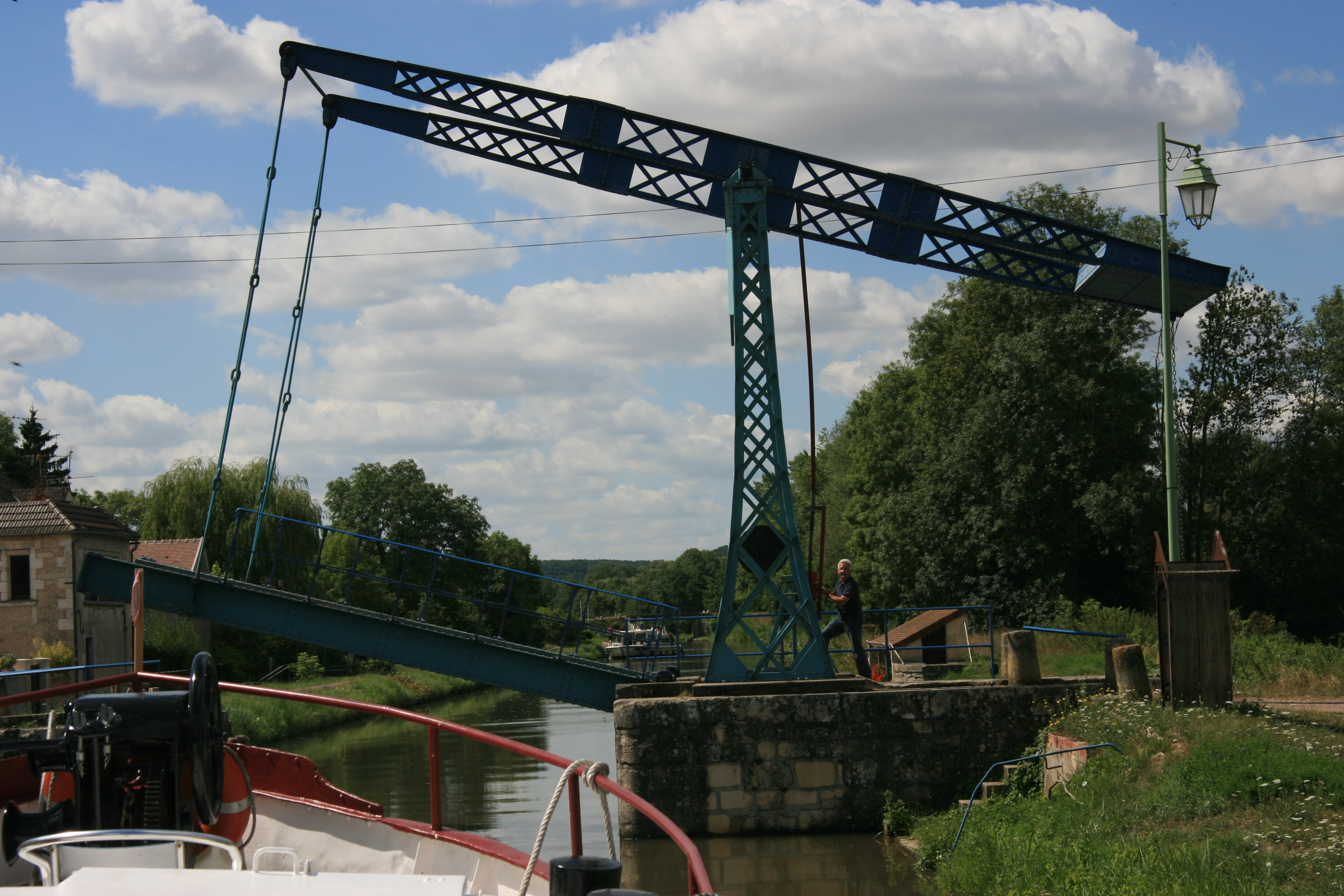
Pont mobile caractéristique du canal.
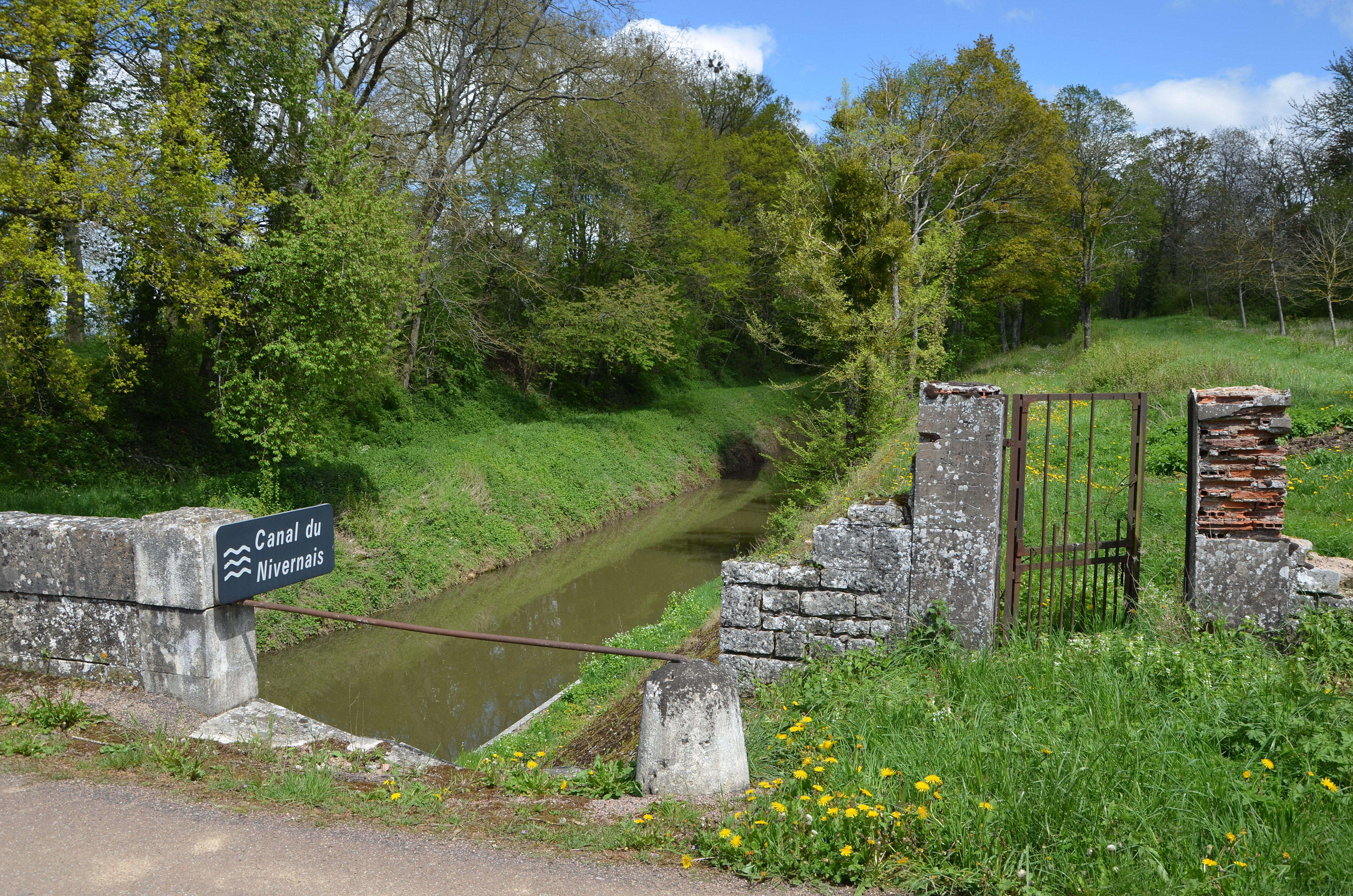
Près de l'étang de Baye, Bazolles, Nièvre.